# Сольский, Дмитрий Мартынович
Граф (с 1 января 1902) Дми́трий Марты́нович Со́льский (3 [15] сентября 1833, Санкт-Петербург — 29 ноября [12 декабря] 1910, Санкт-Петербург) — русский государственный деятель, Статс-секретарь Его Величества (с 19 февраля 1864 года). Государственный секретарь в 1867—1878 годах, действительный тайный советник 1-го класса (с 12 мая 1906 года), Государственный контролёр (7 июля 1878 до 11 июля 1889 года), председатель департамента законов (11 июля 1889 — 1 января 1893) и государственной экономии Государственного совета (1 января 1893 — 24 августа 1905), председатель Государственного совета (24 августа 1905 — 9 мая 1906).

## Биография
Сын Мартына Дмитриевича Сольского (1798—1881) родился 3 (15) сентября 1833 года в Санкт-Петербурге. В 1830 году штаб-лекарь и коллежский асессор Мартын (Мартин) Дмитриевич Сольский женился на дочери чиновника 5-го класса Анне Семёновне Лихониной (1808—1889) — сестре Ореста и Семёна Лихониных; венчание состоялось 26 октября в церкви 1-го кадетского корпуса. Согласно метрическим книгам этой церкви у Сольских родилось 6 детей: Семён (27.07.1831—11.02.1879), Маргарита (09.08.1832—?), Дмитрий, Ольга (27.07.1834—?), Николай (05.07.1836—01.12.1909), Александр (25.11.1840—?). С 1857 года — потомственные дворяне. Отец умер в чине тайного советника 4 мая 1881 года, мать скончалась 2 мая 1889 года.
После окончания, в 1851 году с большой золотой медалью, Александровского лицея, с 1 января 1852 года поступил на службу, с чином титулярного советника, во II Отделение Собственной Его Императорского Величества Канцелярии. Последовательно занимал должности от младшего чиновника до старшего чиновника в Рекрутском комитете, входившем в состав отделения. В 1864 году получил чин действительного статского советника, был пожалован в Статс-секретари Его Императорского Величества и стал товарищем главноуправляющего II Отделением (в котором были сосредоточены все работы по кодификации российского законодательства).
Уже через три года службы на посту товарища главноуправляющего II Отделением, в 1867 году, был назначен государственным секретарём (Главой Государственной канцелярии при Государственном совете), занимался вопросами координации деятельности различных структур и делопроизводством Совета. Содействовал быстрому проведению через Государственный совет ряда «Великих реформ» 1860–70-х гг., в частности — Городового положения 1870 года и Закона о всеобщей воинской повинности (1874). 
Быстрое продвижение по ступеням служебной лестницы Д. М. Сольского частично объясняется тем, что в начале своей деятельности он был близок М. Т. Лорис-Меликову и поддерживал его реформы, (в том числе идею создания совещательного народного представительства). Но позднее, после отставки своего покровителя, и тем более — во времена Александра III Дмитрий Сольский в большой степени потерял свой политический «радикализм» и перешёл на значительно более «умеренные» позиции.
Будучи назначенным 7 июля 1878 года на пост Государственного контролёра, где прослужил одиннадцать лет (1878—1889), Дмитрий Сольский преобразовал центральный аппарат контрольного ведомства и расширил его компетенцию. При нём структурные реформы ревизионного ведомства в основном были завершены и наступил период длительной стабильности. После значительных реформ, проведённых предшественниками Сольского, прежде всего Валерианом Татариновым обозначился круг новых обязанностей Государственного контроля, значительно расширившихся по сравнению с первым полувеком существования ведомства. 1 февраля 1883 года образованная на время структурных изменений Временная ревизионная комиссия была переименована в Департамент гражданской отчётности, который отныне отвечал за полную ревизию денежных и материальных оборотов всех учреждений гражданского ведомства, финансируемых из Главного казначейства, а также за ревизию и самого Главного казначейства. При Дмитрии Сольском в 1883—1888 годах в составе Департамента действовала Центральная бухгалтерия, следившая за исполнением государственной росписи (с 1888 года она стала самостоятельным подразделением Государственного контроля).

так как пост председателя департамента экономии не требует никакой инициативы, это место, так сказать, для успокоения, для председательствования, а не боевое место, если можно так выразиться, то Александр III и согласился на это место назначить Сольского.
Сольский вообще был человек очень порядочный, очень честный благородный человек, очень культурный и умный, но он представлял. собою тип чиновника, который никогда не мог бы ни на что твердо решиться, не мог бы провести в своей жизни никакой реформы. В качестве же председателя — он всегда сглаживал все углы, вносил во все прения спокойствие; лиц которые обладают характером более или менее боевым, то есть лиц, которые содержать в себе большую долю инициативы — он умерял и вообще вводил во все дела более умеренное направление.— Витте С. Ю. 1849—1894: Детство. Царствования Александра II и Александра III, глава 15 // Воспоминания. — М.: Соцэкгиз, 1960. — Т. 1. — С. 241—242. — 75 000 экз.

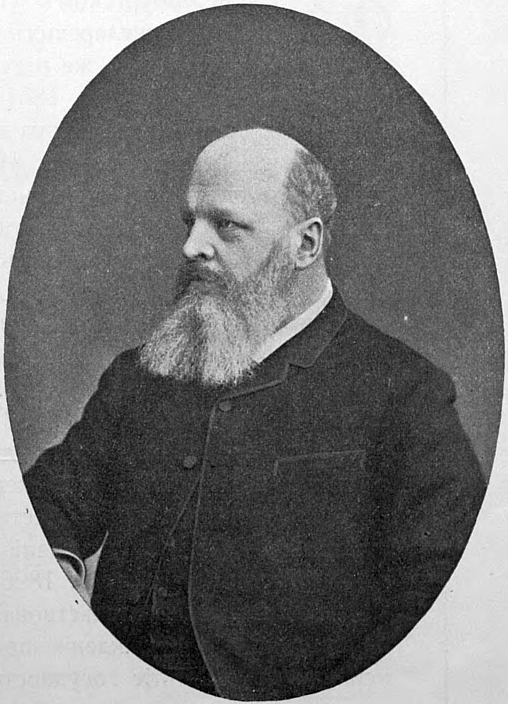
Д. М. Сольский (1904)

Прежние функции Временной ревизионной комиссии по контрольному надзору за военным ведомством были тогда же переданы Контрольному департаменту морских отчётов, получившему с 1883 года название Департамента военной и морской отчётности. В следующем 1884 году прежнее Отделение железнодорожных дел Временной ревизионной комиссии, возникшее в 1881 году, было выделено из Департамента гражданской отчётности в самостоятельный Железнодорожный отдел на правах департамента, а в июне 1891 года осуществилось и его окончательное преобразование в Департамент железнодорожной отчётности. Это было связано с резким возрастанием значения контрольных функций ведомства в железнодорожных делах. С начала 1880-х годов на Государственный контроль было возложено ведение предварительного и фактического контроля за строительством и эксплуатацией казённых железных дорог, контрольный надзор за оборотами железнодорожных обществ, «состоящих в обязательных к правительству отношениях», а также контроль за оборотами некоторых частных железных дорог.

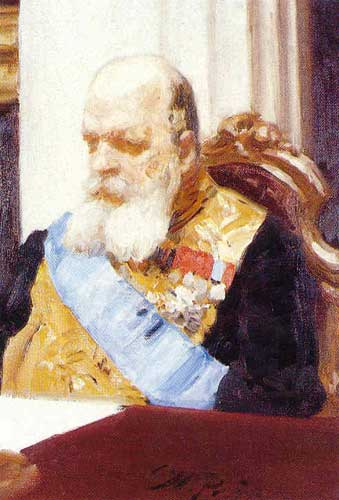
И. Е. Репин. «Портрет графа Д. М. Сольского» 1901—1903

Медленное расширение сферы компетенции Государственного контроля в 1880-е годы прослеживалось и в некоторых других областях. В частности, на него был возложен контрольный надзор за строительством оборонительных сооружений, фактический контроль на заводах и мастерских Морского ведомства (с правом ревизии материальных ценностей) и надзор за сооружением отдельных военных портов.
В целом деятельность Д. М. Сольского на посту Государственного контролёра носила спокойный, размеренный и отчётливо бюрократический характер. После одиннадцати лет пребывания на высокой должности он не имел никаких взысканий и мог оставаться на том же месте и много долее. Однако пост главы Государственного контроля ему пришлось покинуть после апоплексического удара, в результате которого он лишился подвижности обеих ног и мог передвигаться только при помощи двух палок. В июле 1889 года Сольского на посту главы Государственного контроля сменил его бессменный заместитель и такой же национальный почвенник по убеждениям, Тертий Иванович Филиппов.
После отставки с поста Государственного контролёра Сольский два с половиной года возглавлял Департамент законов Государственного Совета (1889—1892), а затем (больше двенадцати лет) Департамент государственной экономии, который занимался в основном бюджетными вопросами. Авторитет, компетентность и личный такт Сольского в эти времена были таковы, что Министерство финансов очень редко возражало на изменения в бюджете, если они были внесены от имени Департамента государственной экономии.
Высочайшим указом, от 1 января 1902 года, статс-секретарь, председатель департамента государственной экономии Государственного совета, действительный тайный советник Дмитрий Мартынович Сольский был возведён в графское достоинство Российской империи.
Поддержал программу либеральных реформ, содержавшуюся в указе императора Николая II от 12 декабря 1904 года и в 1905 году фактически возглавил их реализацию, преодолев сопротивление консервативной части высших сановников. В период с 24 августа 1905 по 9 мая 1906 года был председателем Государственного совета и участвовал в работе Особых совещаний 1905—1906 годов, посвящённых изменению государственного строя и учреждению Государственной думы. Был председателем Совета министров в отсутствие императора («совещание Д. М. Сольского», 18 февраля — 19 октября 1905), председателем Особого присутствия при Совете министров (апрель—август 1905), рассматривавшего проекты реформ, поступившие от частных лиц и обществ в соответствии с указом от 18 февраля 1905 года. По всем спорным вопросам занимал умеренно реформаторскую и весьма осторожную позицию. 
Был одним из главных руководителей подготовки создания «Булыгинской думы». По окончании работы Особых совещаний Д. М. Сольский стал первым председателем нового (реформированного) Государственного совета. Однако к тому времени уже настолько одряхлел, что слишком явно не мог справляться со своими обязанностями. Скорая отставка Дмитрия Сольского явилась логическим итогом сложившейся ситуации. В качестве утешения он получил право посещать заседания Государственного совета, когда ему позволяло здоровье. За время своей службы Дмитрий Сольский был удостоен всех высших российских орденов. 
Умер в Санкт-Петербурге 29 ноября (12 декабря) 1910 года.  Похоронен на кладбище Ново-Алексеевского монастыря в Москве.

## Награды
- Орден Святого Станислава 2-й степени с императорской короной (15.05.1858)
- Орден Святого Владимира 4-й степени (23.04.1861)
- Орден Святого Владимира 3-й степени (17.04.1863)
- Орден Святого Станислава 1-й степени (24.06.1865)
- Орден Святой Анны 1-й степени (01.01.1871)
- Орден Святого Владимира 2-й степени (01.01.1874)
- Орден Белого орла (01.01.1876)
- Высочайший рескрипт (11.07.1878)
- Орден Святого Александра Невского (19.02.1880)
- Бриллиантовые знаки к ордену Святого Александра Невского (15.05.1883)
- Орден Святого Владимира 1-й степени (01.01.1888)
- Орден Святого апостола Андрея Первозванного (06.12.1894)
- Высочайший рескрипт (14.05.1896)
- Бриллиантовые знаки к ордену Святого апостола Андрея Первозванного (11.08.1904)
- Высочайший рескрипт (21.05.1906)
- Медаль «В память войны 1853—1856» (1857)
- Медаль «В память царствования Императора Николая I» (1896)
- Медаль «В память царствования императора Александра III» (1896)
- Медаль «В память коронации императора Николая II» (1896)
- Бронзовая медаль «За труды по Первой Всеобщей переписи населения Российской империи» (04.03.1897)
- Знак отличия беспорочной службы за L лет (22.08.1905)
- Золотой нагрудный знак в память 100-летия Государственной канцелярии (01.01.1910)

Кроме того, был избран почётным гражданином Череповца за особенно оказанное внимание и содействие к процветанию города (20.5.1901).

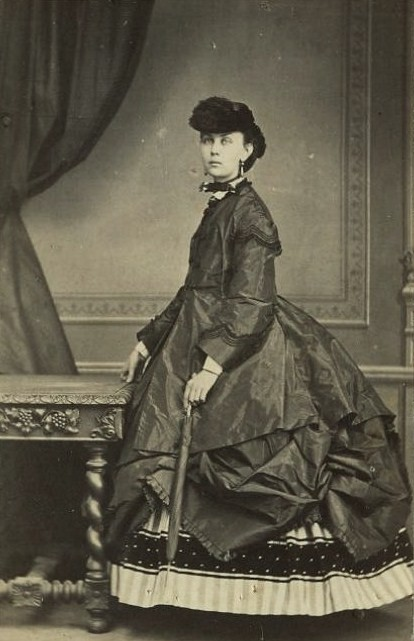
Мария Александровна (1863)

## Семья
Жена (с 19 мая 1871) — Мария Александровна Мясоедова (01.05.1844—06.08.1925), дочь сенатора Александра Ивановича Мясоедова (1793—1860) от брака с Екатериной Сергеевной Ахлебниковой (1820—1902). Родилась в Петербурге, крещена 22 мая 1844 года в церкви Св. Великомученика Пантелеймона при восприемстве императора Николая I и графа П. К. Эссена. По словам С. Д. Шереметева, в молодости девица Мясоедова блистала в Москве, была умна и недурна собой. Поселившись в Петербурге и заглушив свое сердце, она рассудком вышла замуж за бюрократа Сольского. Сделавшись женой сановника, с которым обжилась, она сохранила за собой свободу действий, поскольку допускалось оно в пределах благоразумия и приличия. Будучи женщиной очень образованной и культурной, Сольская была хозяйкой известного петербургского салона, близка ко Двору и состояла в дружеских отношениях с принцессой Евгенией Ольденбургской.
Была центром кружка лиц, интересовавшихся литературой и искусством; в её доме Апухтин читал свои последние произведения небольшому числу слушателей; вообще она была хорошо известная в Петербурге дама. Состояла вице-президентом Общины сестер милосердия святого Георгия (1894) и председательницей общества для пособия вдовам чиновников, не получающим пенсию из государственной казны. С 1896 года кавалерственная дама ордена Святой Екатерины (малого креста), но к своему большому прискорбию так и не была удостоена звания статс-дамы.